# Österbybruks kyrka
Österbybruks kyrka är en kyrkobyggnad i Österbybruk i Uppsala stift och tillhör Dannemorabygdens församling i norra Uppland. Kyrkobyggnaden uppfördes 1735 Österby bruksförsamling och är en del av Österbybruks herrgård. På andra sidan herrgårdsdammen står en klockstapel av trä som uppfördes vid 1700-talets början. Stapelns klockor skänktes av dåvarande bruksägare De Geer 1712 samt 1722.

## Kyrkobyggnaden
Sedan tidigare hade de reformerta vallonerna vid bruket en enkel träkyrka på orten. Även sockenkyrkan (Films kyrka) besöktes av bruksbefolkningen. Brukskyrkan uppfördes på bekostnad av bruksherren Jan Jacobens De Geer som en pendang till herrgårdens östra flygel. Ritningarnas upphovsman är okänd. För att smälta in i herrgårdsmiljön fick exteriören en profan prägel. De putsade murarna formar en rektangulär sal med rakt avslutat korparti i söder. Ingången är förlagd till motsatta gaveln. Långmurarna har höga och rundbågiga, symmetriskt placerade fönster. Den karolinska barocken framhävs genom det spåntäckta säteritaket med två takryttare och genom nedre takfallets fönsterkupor mot alla väderstreck. Även interiören går i tidsenlig stil. Över det ljusa kyrkorummet höjer sig ett spegelvalv av trä marmorerat i grönt. Huvudparten av inredningen härrör från kyrkans byggnadstid och från 1760-talets början, då släkten Grill köpte bruket och började uppföra nuvarande herrgård.
1903 byggdes en vägg bakom altaret och i detta nya rum inreddes en sakristia. Väggen togs bort 1953 varvid en sakristia inreddes i en avskilt utrymme under läktarens nordvästra del, nära ingången. Kyrkans slutna bänkinredning byggdes 1953 efter mönster av den ursprungliga. Österbybruks kyrka hade länge olika privata ägare. 1974 skänktes den till dåvarande Films församling.

## Inventarier
- Altartavlan är målad av Lorens Gottman och är en kopia av en altartavla målad av franske målaren Jean Jouvenet. Motivet är Jesu nedtagande från korset.
- Dopfunten av trä är ritad av Cyrillus Johansson och tillkom vid restaureringen 1954.
- Ovanför kyrkbänkarna hänger sex ljuskronor av metall och böhmisk kristall. Dessa tillkom vid restaureringen 1954.
- Två oljemålningar hänger vid korets södra vägg. Ena målningen är troligen en kopia av en Rubensmålning och skildrar Kristus och skattepenningen. Målningen bredvid har signatur av nederländaren Jan Sanders 1551 och skildrar Isak välsignar Jakob.

## Orgel
- Innan nuvarande orgel byggdes fanns ett harmonium placerat bakom en kulissfasad inspirerad av Uppsala domkyrkas Åkermanorgels fasad. Bakom denna fasad byggdes under första världskriget en pneumatisk orgel av Åkerman & Lund Orgelbyggeri. Denna orgel förstördes under mitten av 1960-talet på grund av ovarsam uppvärmning med kraftiga torkskador som följd.
- Med 32 stämmor fördelat på tre manualer och pedal är orgeln en av de större i Uppland. Den byggdes 1984 av Johannes Menzel Orgelbyggeri, Härnösand, och var hans dittills största verk.[1][2]

| Ryggpositiv (I) | Huvudverk (II)  | Svällverk (III)     | Pedal             | Koppel |
| --------------- | --------------- | ------------------- | ----------------- | ------ |
| Trägedackt 8'   | Principal 8'    | Hålflöjt 8'         | Subbas 16'        | I/II   |
| Prestant 4'     | Rörflöjt 8'     | Vox Candida 8'      | Oktava 8'         | III/II |
| Rörflöjt 4'     | Oktava 4'       | Vox Celeste 8'      | Borduna 8'        | I/P    |
| Gemshorn 2'     | Spetsflöjt 4'   | Principal 4'        | Koralbas 4'       | II/P   |
| Cymbel 2 chor   | Kvinta 2 2/3'   | Flöjt 4'            | Nachthorn 2'      | III/P  |
| Krumhorn 8'     | Oktava 2'       | Waldflöjt 2'        | Rauschwerk 2 chor |        |
| Tremulant       | Ters 1 3/5'     | Sesquialtera 2 chor | Fagott 16'        |        |
|                 | Mixtur 3-4 chor | Scharf 3 chor       |                   |        |
|                 | Trumpet 8'      | Oboe 8'             |                   |        |
|                 |                 | Tremulant           |                   |        |
|                 |                 | Klockspel           |                   |        |

## Bilder

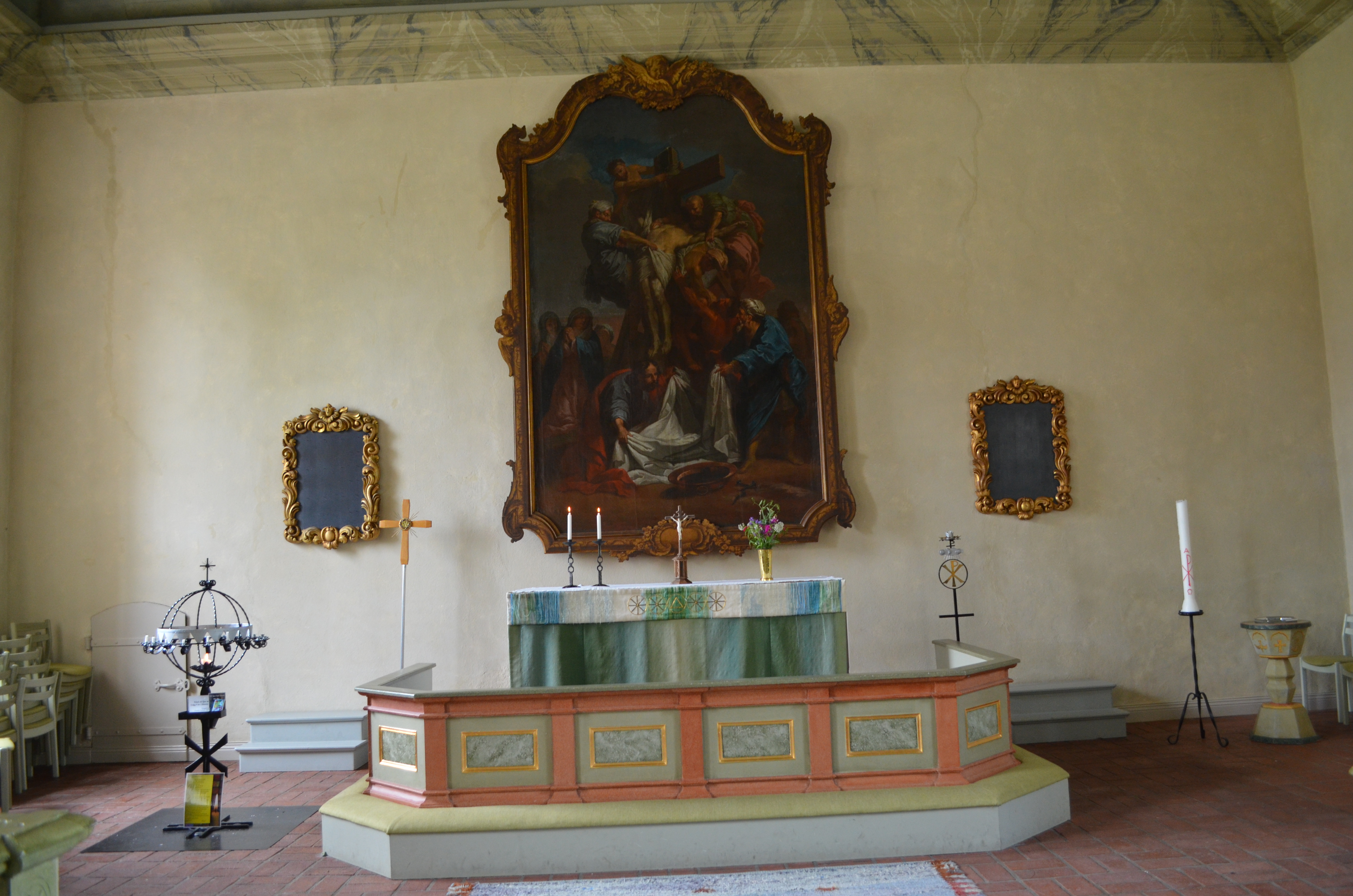
Österbybruk kyrkas altare
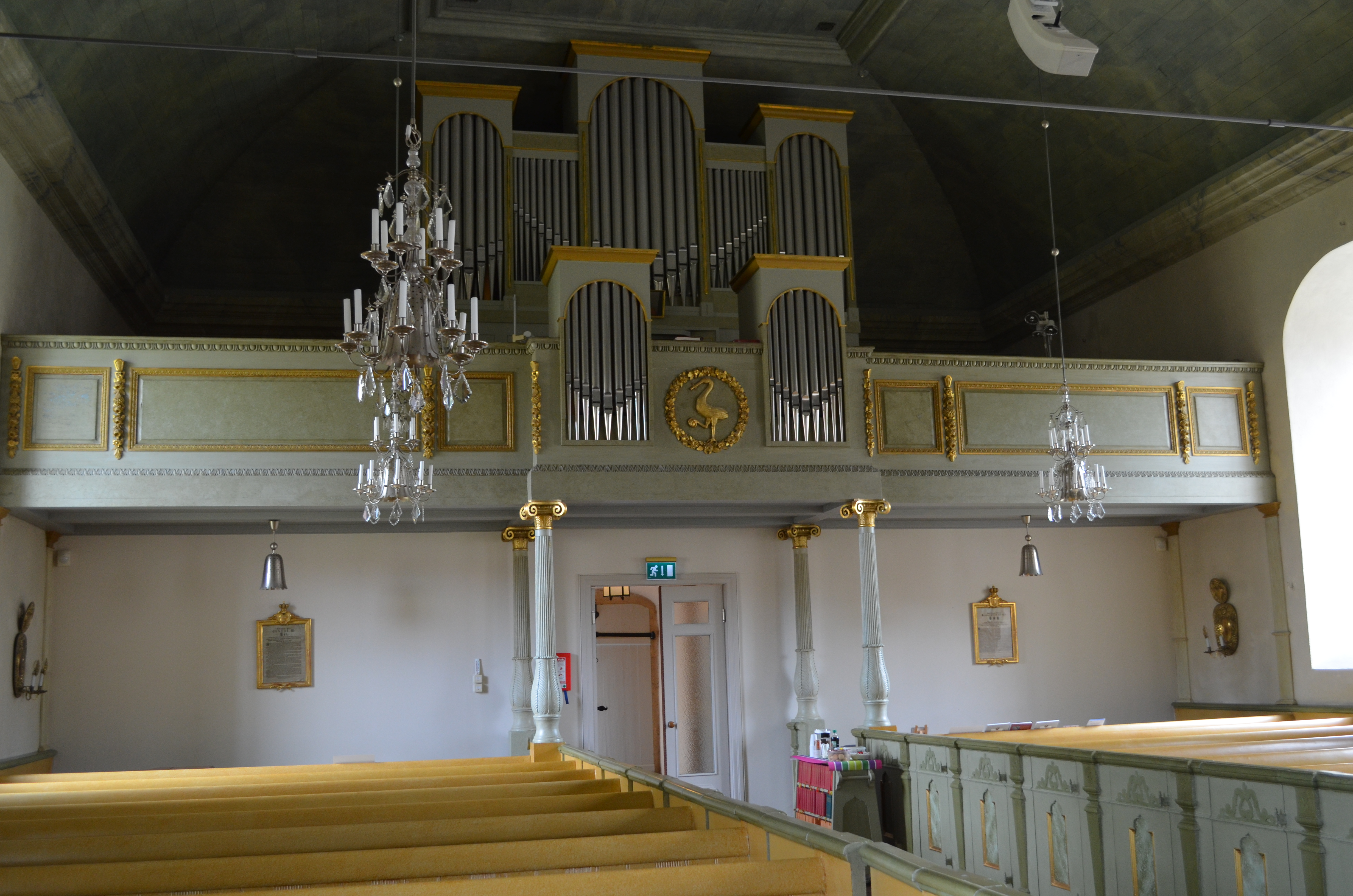
Österbybruk kyrkas kyrkorgel
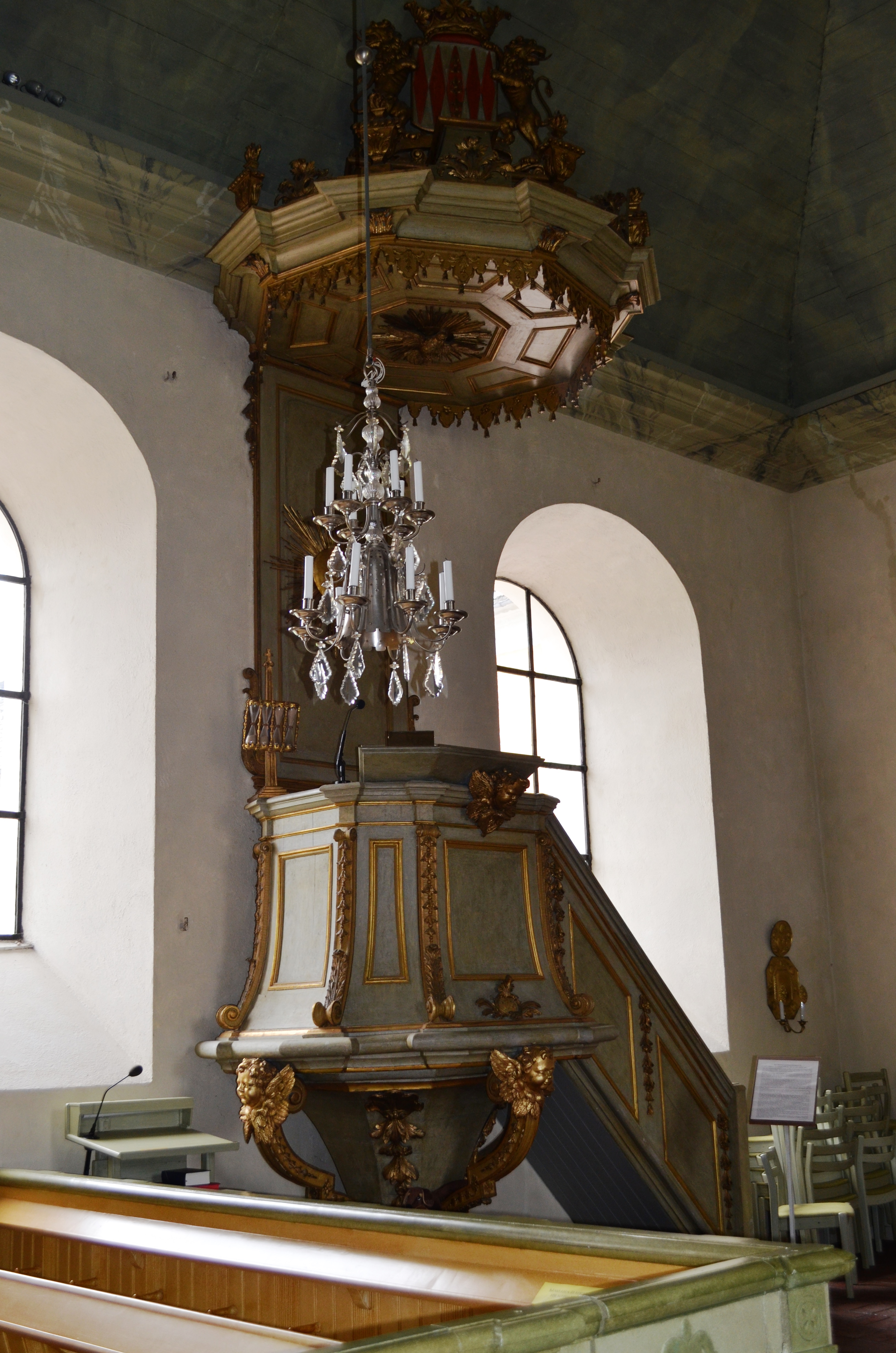
Österbybruk kyrkas predikstol
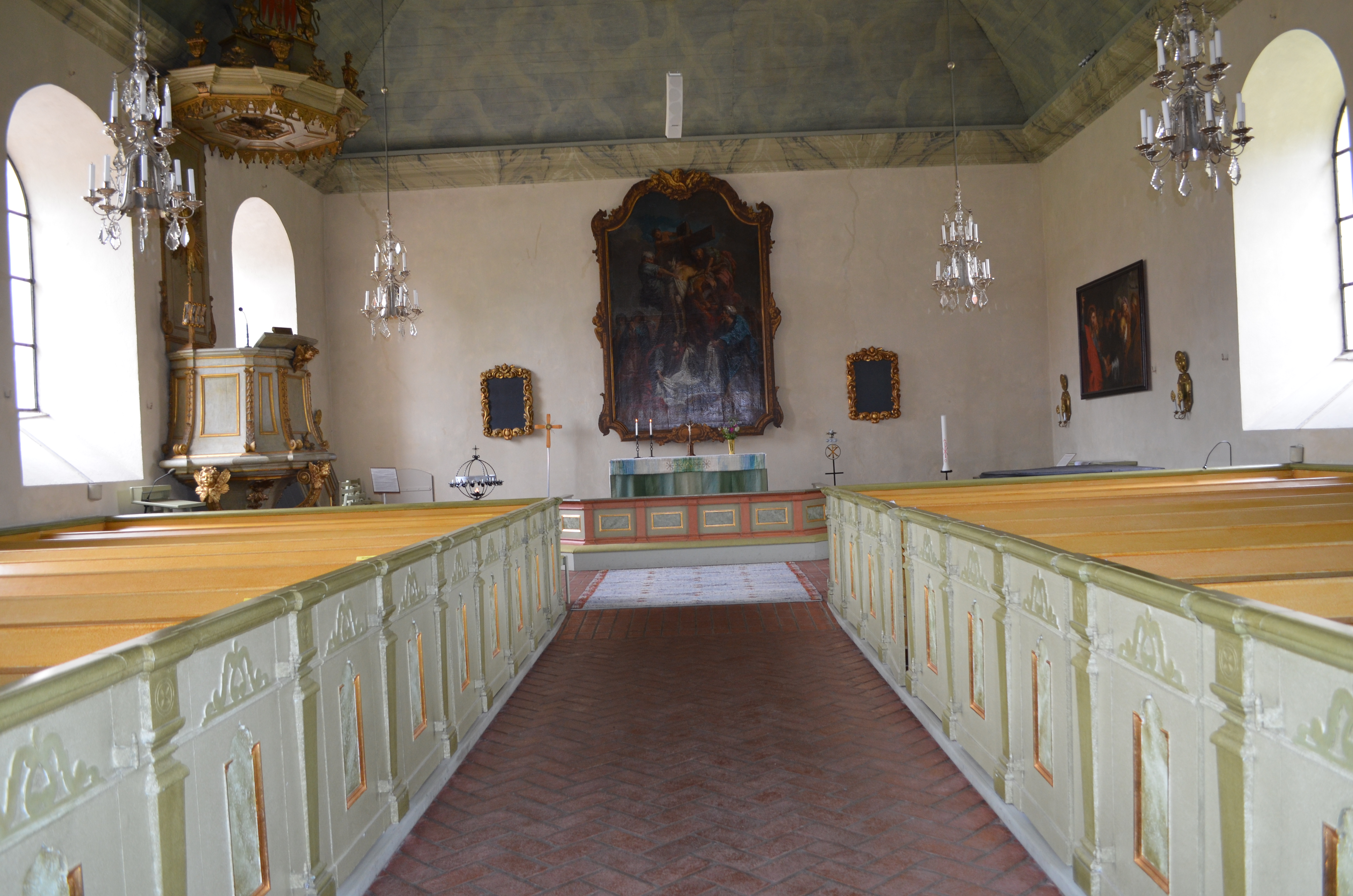
Österbybruk kyrkas kyrksal